# 伊福部都牟自
伊福部 都牟自（いふくべ/いおきべ の つむじ）は、飛鳥時代の人物。因幡国の古代豪族。姓は臣。冠位は大乙上。

## 出自
伊福部氏（伊福部臣）は因幡伊福部の伴造で、物部氏の一族とされる。
延暦3年（784年）に伊福部富成が編纂した同氏の系譜である『因幡国伊福部臣古志』によれば、父伊福部久遅良（くぢら）と母熊媛（くまひめ）との間の子で、同氏の26代目当主にあたるという。

## 経歴
孝徳朝の（大化）2年（646年）、初めて水依評を設置、それと同時に評督に任ぜられて小智、翌3年（647年）に小黒、同5年（649年）には大乙下の冠位が授けられた。その後、斉明天皇4年に大乙上に叙され、同年正月には水依評を壊して高草郡を設置するが、同年3月11日に死去した。
なお、評・郡の設置年については、『国府町誌』が「意図的に吉祥年を選んで立評の年にあてている」と指摘するように検討の余地があり、高草郡設置に関しても『古志』には「始壊水依評、作高草郡」とあって、水依評がそのまま高草郡になったのか、水依評を法美・邑美の2郡に分け、別に新たに高草郡を設けたのかで説が分かれている。いずれにせよ、もし『古志』に記す高草郡設置が事実であれば、建郡の最古例となる。

## 系譜
- 父：伊福部久遅良[5]
- 母：熊媛
- 妻：伊比頭売[6]（いひづめ） - 同族の女か?
  - 男子：伊福部国足（くにたり） - 法美郡郡領
- 妻：小宮刀自（こみやとじ） - 味野の伊和塩古の娘
  - 男子：伊福部与佐理（よさり） - 邑美郡郡領
  - 男子：伊福部与曽布（よそふ） - 邑美郡郡領

なお、『因幡国伊福部臣古志』の編者富成は小宮刀自腹の男子の流れを汲むという。